# Howard Levi
Howard Levi (* 9. November 1916 in New York City; † 11. September 2002 ebenda) war ein US-amerikanischer Mathematiker und Mathematikdidaktiker.
Levi wurde in der Bronx geboren und besuchte dort die DeWitt Clinton High School. Er studierte an der Columbia University mit dem Bachelor-Abschluss 1937 und wurde 1941 bei Joseph Ritt an der Columbia University über Differentialalgebra promoviert (On the structure of differential polynomials and on their theory of ideals). Danach war er als Wissenschaftler im Manhattan Project tätig. Von 1943 bis 1962 arbeitete er an der Fakultät der Columbia University. Danach war er Professor am Herbert H. Lehman College der City University of New York (anfangs das Hunter College in der Bronx, das 1968 zum Lehman College der CUNY wurde). Dort blieb er bis zur Emeritierung.
Er befasste sich mit geometrischer Algebra und algebraischen Aspekten der Analysis, was sich auch in seinem Zugang zur Didaktik der Analysis (sein Lehrbuch Polynomials, Power Series and Calculus) niederschlug. Von ihm stammen auch Schullehrbücher zu Geometrie (mit einem Zugang zur euklidischen Geometrie vom Standpunkt der affinen Geometrie) und Algebra (Elements of Algebra). Zuletzt versuchte er einen Beweis des Vier-Farben-Satzes ohne Verwendung von Computern zu finden, indem er ihn erst einmal algebraisch formulierte. Das gelang ihm in Diskussionen mit Don Coppersmith, Melvin Fitting, Alan J. Hoffman und Paul Meyer, die seinen Beweis nach seinem Tod vervollständigten. Algebraisch äquivalente Formulierungen des Vierfarbensatzes lieferten auch andere Mathematiker (Juri Wladimirowitsch Matijassewitsch, Noga Alon, M. Mnuk).
Er war an Literatur interessiert (besonders Shakespeare) und lehrte auch bei einer Gelegenheit den Great Book Course an der Columbia University. Außerdem war er ein guter Pianist und Organist. Aus seiner Freundschaft mit dem Kinderbuchautor und Karikaturisten Crockett Johnson (Urheber des Comicstrips Barnaby), der sich für Streichholzbilder und -puzzles interessierte, entstand ein mathematischer Aufsatz von Levi.

## Schriften
- Elements of Algebra, Chelsea Publishing Company, 1953, 961
- Elements of Geometry, Columbia University Press, 1956
- Foundations of Geometry and Trigonometry, Prentice-Hall, 1960
- Fundamental Concepts of Mathematics, 1957
- mit C. Robert Clements, Harry Sitomer u. a.: Modern Coordinate Geometry: A Wesleyan Experimental Curricular Study, School Mathematics Study Group, 1961
- Polynomials, Power Series, and Calculus, Van Nostrand, 1967, 1968
- Topics in Geometry, Boston: Prindle, Weber & Schmidt 1968, 1975

Einige Aufsätze:
- Why Arithmetic Works, The Mathematics Teacher, Band 56, 1963, S. 2–7
- An Algebraic Approach to Calculus, Trans. N. Y. Acad. Sci., Band  28, 1966, S.  375–377
- Foundations of Geometric Algebra, Rendiconti di Matematica, Band 2, 1969, S. 1–32.
- Geometric Algebra for the High School Program, Educational Studies in Mathematics, Band 3, 1971, S. 490–500